# 伊万·古比扬
伊万·古比扬（1923年6月14日—2009年1月4日），南斯拉夫男子田径运动员。他曾代表南斯拉夫参加1948年和1952年夏季奥林匹克运动会田径比赛，其中1948年奥运会获得一枚银牌。